# Кампильоне-Фениле
Кампильоне-Фениле (итал. Campiglione-Fenile) — коммуна в Италии, располагается в регионе Пьемонт, в провинции Турин.
Население составляет 1284 человека (2008 г.), плотность населения составляет 117 чел./км². Занимает площадь 11 км². Почтовый индекс — 10060. Телефонный код — 0121.
Покровителем коммуны почитается святой Иоанн Креститель, празднование 24 июня.

## Демография
Динамика населения:

## Администрация коммуны
- Официальный сайт: http://www.comune.campiglionefenile.to.it/ Архивная копия от 29 июля 2010 на Wayback Machine